# Göthe Hedlund
Göthe Emanuel Hedlund (31 luglio 1918 – Lidingö, 15 dicembre 2003) è stato un pattinatore di velocità su ghiaccio svedese.

## Palmarès

### Olimpiadi invernali
- Bronzo a Sankt Moritz 1948 nei 5000 metri.

### Europei - Completi
- Oro a Trondheim 1946.
- Argento a Stoccolma 1947.
- Argento a Oslo 1948.